# Літинська сільська рада (Дрогобицький район)
| Літинська сільська рада — орган місцевого самоврядування у Дрогобицькому районі Львівської області з адміністративним центром у с. Літиня. Історична дата утворення: в 1939 році. Водоймища на території, підпорядкованій даній раді: річки Трудниця, Бистриця, Тисьмениця. Сільській раді підпорядковані населені пункти: - с. Літиня - с. Городківка |

## Склад ради
Рада складається з 16 депутатів та голови.

### Керівний склад ради
| ПІБ                 | Основні відомості                                                 | Дата обрання | Дата звільнення |
| ------------------- | ----------------------------------------------------------------- | ------------ | --------------- |
| Пурій Іван Іванович | Сільський голова, 1965 року народження, освіта                    | 26.03.2006   | 31.10.2010      |
| Пурій Іван Іванович | Сільський голова, 1965 року народження, освіта вища, безпартійний | 31.10.2010   |                 |

Примітка: таблиця складена за даними джерела